# Conrad Zellweger (politico 1559)
Conrad Zellweger (Appenzello, probabilmente nel 1559 – 15 novembre 1648) è stato un politico svizzero.

## Biografia
Figlio di Conrad Zellweger e seguace della Riforma, nel 1588 si trasferì a Herisau. Oste, vetraio e pittore su vetro, nel 1598 fu pure "capitano" o sindaco di Herisau, poi usciere cantonale di Appenzello Esterno dal 1604 al 1613, e infine Landamano e inviato alla Dieta federale dal 1613 al 1642, periodo in cui risiedette a Teufen. Si prestò come mediatore durante i Torbidi grigionesi del 1621-1622 e collaborò alla revisione del Codice cantonale di Appenzello Esterno, il cosiddetto Landbuch. Alcune sue pitture su vetro sono conservate presso il Museo storico di San Gallo.